# WE 1
WE 1은 2001년 11월 1일 발매되었으며, 투니버스가 발매한 최초의 앨범이다. 2009년 4월 공식적으로 절판되었다.

## 수록곡
1. 푸른 꿈을 함께 
  - 신비한 바다의 나디아 여는 노래 (Remake)
  - 작사 : 이창희, 신동식
  - 작곡, 편곡 : 이창희
  - 노래 : 이창희/ 이창희
2. Alone 
  - 카우보이 비밥 닫는 노래
  - 작사 : 송재원
  - 작곡 : 이창희
  - 편곡 : 이창희, 김준범
  - 노래 : 박완규
3. 야야야
  - 그 남자 그 여자 두 번째 닫는 노래
  - 작사 : 송재원
  - 작곡, 편곡 : 이창희
  - 노래 : BK 프로젝터 (천하 엔터테인먼트)
  - 기타 : 함춘호
  - 베이스 : 신현권
  - 드럼 : 강수호
  - 피아노 : 이창희
  - 코러스 : 강성호, 송인서
  - 엔지니어 : 박찬민
  - 녹음 : CORE Studio
4. 너의 이름으로
  - 선계전 봉신연의 여는 노래
  - 가사 : 일본판 Will 개사
  - 개사, 작곡, 편곡 : 이창희
  - 노래 : 강성호
5. 도와줘
  - 로도스도 전기 OVA 닫는 노래
  - 작사 : 송재원
  - 작곡, 편곡 : 이창희
  - 노래 : 류승희
  - 기타 : 함춘호
  - 피아노 : 최병수
  - 코러스 : 강성호, 이창희
  - 엔지니어 : 박찬민
  - 녹음 : CORE Studio
6. 사랑하는 사람을 위하여
  - 환상게임 여는 노래 (Remake)
  - 개사 : 신동식, 이창희 외
  - 작곡, 편곡 : 이창희
  - 노래 : 김현아
7. 봉인
  - 마스터 키튼 닫는 노래
  - 작사 : 송재원
  - 작곡, 편곡 : 이창희
  - 노래 : 김환
  - 피아노 : 최태완
  - 드럼 : 강수호
  - 기타 : 함춘호
  - 코러스 : 강성호
  - 엔지니어 : 박찬민
  - 녹음 : 코아 스튜디오
8. 전설의 사랑
  - 웨딩피치 여는 노래
  - 작사 : 이은정
  - 작곡, 편곡 : 김헌준
  - 노래 : 최용준
9. Loving You 시간을 넘어서
  - 신의 괴도 잔느 닫는 노래
  - 작사, 작곡, 편곡 : 김정배
  - 노래 : 김연정
10. 도시의 꿈
  - 바이스 크로이츠 여는 노래
  - 작사 : 류승원
  - 작곡, 편곡 : 박정식
  - 노래 : 김국찬
11. 우주의 연인
  - 우주에서 온 모자코 닫는 노래
  - 개사 : 소은영, 신동식
  - 작곡, 편곡 : 이창희
  - 노래 : 김현아, 이창희
12. Rush
  - 기갑전사 걸키버 여는 노래
  - 작사, 작곡, 편곡 : 이창희
  - 노래 : 송봉조
13. I love you
  - 버블검 크라이시스 닫는 노래
  - 작사, 작곡, 편곡 : 이창희
  - 노래 : 김혜진
14. 언제까지나
  - 기동경찰 패트레이버 스폐셜 여는 노래
  - 작사 : 김성수
  - 작곡, 편곡, 노래 : 조동현
15. 내가 선택한 길
  - 도전자 허리케인 여는 노래
  - 작사 : 이은정
  - 작곡, 편곡 : 김헌준
  - 노래 : 이경선
16. 나만의 동화
  - 멀크와 스웽크의 뮤직쇼 여는 노래
  - 작사 : 이은정
  - 작곡, 편곡 : 김헌준
  - 노래 : 우동훈
17. 신비한 바다의 나디아 OP (방송 버전 / 보너스) 
  - 작사, 작곡, 노래 : 이창희
18. 환상게임 OP (방송 버전 / 보너스) 
  - 작곡, 편곡 : 이창희
  - 노래 : 김현아

## 앨범에 관하여
1998년 초 기획되었으나, IMF의 여파로 인한 음반시장 축소로 인해 결국 2001년 11월 2일 발매되었다. 이 앨범의 특징은 기존 한국에서 발매되던 애니메이션 주제가 OST와는 다르게 아동을 대상으로 하지 않았다. 기획과 발매가 상당한 차이를 보이는 관계로 일부 곡은 방송용 1분 30초 가량의 짧은 노래가 수록되었는데, 그 노래는 다음과 같다.
- Loving you 시간을 넘어서
- 도시의 꿈
- 우주의 연인
- Rush
- I love you

또한, 기존 모노로 제작된 곡을 스테레오화 해서 발매한 곡도 있는데, 다음과 같다.
- 언제까지나
- 전설의 사랑

또한 신비한 바다의 나디아 여는 노래와 환상게임 닫는 노래는 기존 방송용 버전을 리메이크해 발매되었고, 원곡을 마지막에 보너스 트랙으로 수록하였다.